# 애니팡 터치
《애니팡 터치》(Anipang Touch)는 위메이드플레이가 만든 한 게임이자 카카오톡을 기반으로 한 모바일 퍼즐 게임이다.